# Turbosoufflante à engrenages
1. Soufflante
2. Boîte à engrenages

Une turbosoufflante à engrenages, en anglais : « Geared turbofan », est un type de turboréacteur à double flux plus efficace que les turboréacteurs classiques existant déjà depuis longtemps. Les engrenages permettent à l'assemblage compresseur-turbine et à la soufflante de tourner à des vitesses de rotation différentes.

## Technologie
Dans un turboréacteur (ou « turbosoufflante ») traditionnel, un seul arbre, désigné « arbre BP » ou « arbre basse-pression », relie ensemble la soufflante, le compresseur basse-pression et la turbine basse-pression (un autre arbre, concentrique, relie les parties haute-pression entre elles). Dans cette configuration, la vitesse maximale admissible pour la soufflante, qui est de grand diamètre, limite la vitesse de rotation de l'arbre BP, et donc des compresseurs et turbines BP (l'extrémité des pales de la soufflante peut dépasser la vitesse du son et l'onde de choc sonore produite est source de nuisances sonores importantes). Pour de forts taux de dilution (en anglais : « high bypass ratios »), et donc des soufflantes de grand diamètre, les vitesses des turbines et compresseurs BP se doivent d'être relativement basses, ce qui signifie que des étages de compresseur et de turbine supplémentaires doivent être ajoutés pour conserver des charges acceptables sur les différents étages déjà présents, et ainsi conserver l'efficacité globale des différents éléments à un niveau acceptable.
Dans une turbosoufflante à engrenages, une boîte à engrenages réducteurs à planétaires (train épicycloïdal) entre la soufflante et l'arbre BP permet à ce dernier de tourner à des vitesses de rotation supérieures, ce qui permet d'employer moins d'étages dans la partie BP du moteur, améliorant l'efficacité générale et réduisant également le poids de l'ensemble. Toutefois, de l'énergie sera perdue par frottements dans le mécanisme à engrenages, et le poids gagné sur le compresseur et la turbine est partiellement perdu par celui de la boîte à engrenages. Parmi ces contraintes entrent également en jeu les coûts de fabrication et la fiabilité du système.
La vitesse de soufflante plus faible permet alors d'atteindre des taux de dilution plus élevés, menant à une consommation en carburant plus faible et à une réduction de bruit très importante. Le Bae 146 est équipé de turbosoufflantes à engrenages et est toujours l'un des appareils commerciaux les plus silencieux. Une grande part de la réduction du bruit provient de la vitesse diminuée de l'extrémité des pales de la soufflante. Dans les turbosoufflantes traditionnelles, l'extrémité des pales dépasse la vitesse du son, ce qui crée un bruit particulier et nécessite une insonorisation poussée. Les turbosoufflantes à engrenages font tourner leur soufflante à une vitesse relativement basse pour éviter les régimes supersoniques en bout de pale.

## Exemples de turbosoufflantes à engrenages

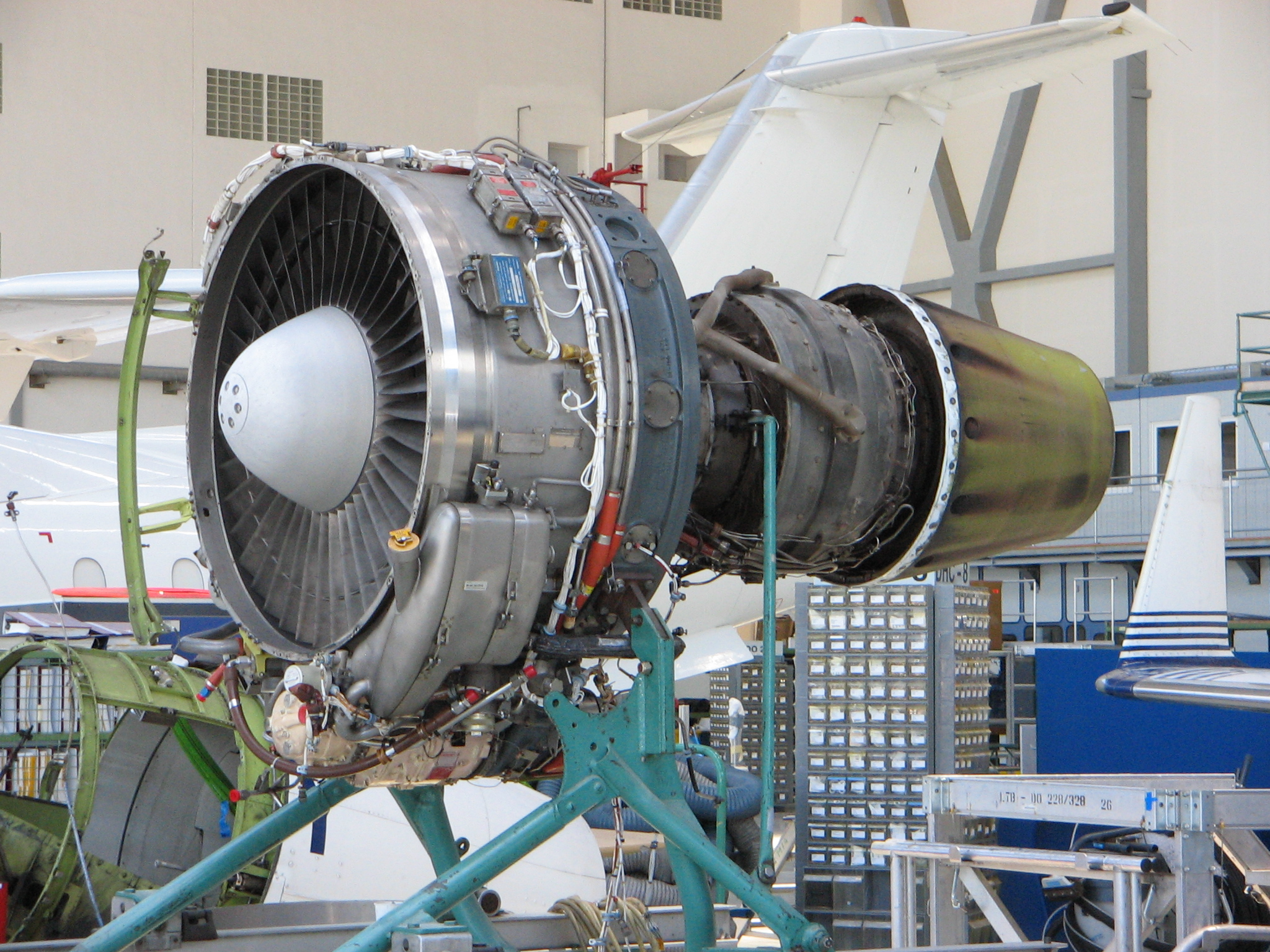
La turbosoufflante à engrenages ALF 502 d'un Bombardier Challenger 600.

- Lycoming ALF 502
- Honeywell LF 507
- Garrett TFE731
- Pratt & Whitney PW1000G
- Turbomeca Aspin
- Turbomeca Astafan
- IAE SuperFan
- Aviadvigatel PD-18R
- Rolls-Royce/SNECMA M45SD-02